# Ceroplesis aenescens
Ceroplesis aenescens är en skalbaggsart som beskrevs av Leon Fairmaire 1893. Ceroplesis aenescens ingår i släktet Ceroplesis och familjen långhorningar. Inga underarter finns listade i Catalogue of Life.